# جيمس دبليو. سوليفان
جيمس دبليو. سوليفان (بالإنجليزية: James W. Sullivan)‏ هو مخرج فني أمريكي، ولد في 17 يوليو 1909 في ميزوري في الولايات المتحدة، وتوفي في 10 أكتوبر 1974 في لوس أنجلوس في الولايات المتحدة.

## وصلات خارجية
- جيمس دبليو. سوليفان على موقع IMDb (الإنجليزية)
- جيمس دبليو. سوليفان على موقع أول موفي (الإنجليزية)
- جيمس دبليو. سوليفان على موقع قاعدة بيانات الفيلم (الإنجليزية)